# Capella del Pare Claret
La capella del Pare Claret és un edifici ubicat al Mas Claret, al terme municipal de Ribera d'Ondara (Segarra) inclòs a l'Inventari del Patrimoni Arquitectònic de Catalunya.
Edifici aprofitat i convertit en capella, de planta rectangular, d'una sola nau i coberta a doble vessant. A la seva façana principal hi ha la porta d'accés, estructurada a partir d'un arc rebaixat realitzat amb cantells de maó. Per sobre d'aquesta hi ha una fornícula amb el bust del pare Claret. A ambdós costats de la porta d'ingrés hi ha una finestra que també presenta una estructura d'arc rebaixat i està realitzat amb els cantells de maó. El parament de l'edifici és paredat. Aquest conjunt es completa amb la presència d'una creu monumental de 3 metres que s'alça darrere de la capella, passat un petit bosc de pins, i està feta amb pedra i constituïda per una graonada, sòcol, fust i creu. A la cara frontal del sòcol hi troben una placa amb la inscripció "ALS MÀRTIRS CLARETIANS" i en el seu fust hi ha la imatge de Maria amb el nen Jesús.
En un petit bosc plantat de pins que hi ha al darrere de l'actual capella, van ser afusellats vint pares claretians i el mosso de la finca del Mas Claret, el 19 de novembre del 1936, una vegada s'havia recollit tota la producció agrícola del mas. En record d'aquest fet, es va plantar un petit bosc i al final d'aquest, s'hi va erigir una creu en memòria seva. A pocs metres d'aquesta creu hi ha un placa amb els noms de les vint persones que van morir. Un cop passada la Guerra Civil, els pares Claretians es van vendre part d'aquesta finca i actualment conserven en propietat, la part arbrada del torrent i un cobert que actualment s'ha convertit en la capella del Pare Claret, fundador dels pares claretians.